# Jens van Son
Jens van Son (* 19. srpna 1987, Valkenswaard) je nizozemský fotbalový záložník, který působí v nizozemském klubu FC Eindhoven, kde začínal s profesionálním fotbalem.
Sezónu 2012/13 strávil ve Spartě Rotterdam.